# Menzel Bourguiba
Pour les articles homonymes, voir Bourguiba.
Ne doit pas être confondu avec Menzel El Habib.
Menzel Bourguiba (arabe : منزل بورڨيبة) est une ville du nord de la Tunisie qui dépend du gouvernorat de Bizerte.
Elle a été anciennement appelée Ferryville jusqu'au 19 janvier 1957 et surnommée par ses habitants d'origine française « Petit Paris ». De plus, on y trouvait l'arsenal de la marine de guerre française dit de Sidi-Abdallah, qui n'est remis aux autorités tunisiennes qu'en 1962.

## Géographie

### Situation
La ville de Menzel Bourguiba se situe à une soixantaine de kilomètres au nord de Tunis et à une vingtaine de kilomètres au sud de Bizerte, chef-lieu du gouvernorat du même nom. Elle se situe au sud-ouest du lac de Bizerte, sur l'étroite bande de terre qui passe entre les lacs de Bizerte et Ichkeul.

### Banlieue
Sa banlieue est constituée principalement de la ville périphérique de Tinja à l'ouest et par le quartier Ennejah un peu plus au sud. La plage de Guengla, à proximité de laquelle plusieurs maisons de style colonial sont encore présentes, est très appréciée par les habitants de la ville. Les collines de Sidi Yahya et de Sidi Abdallah dominent la ville.

## Histoire

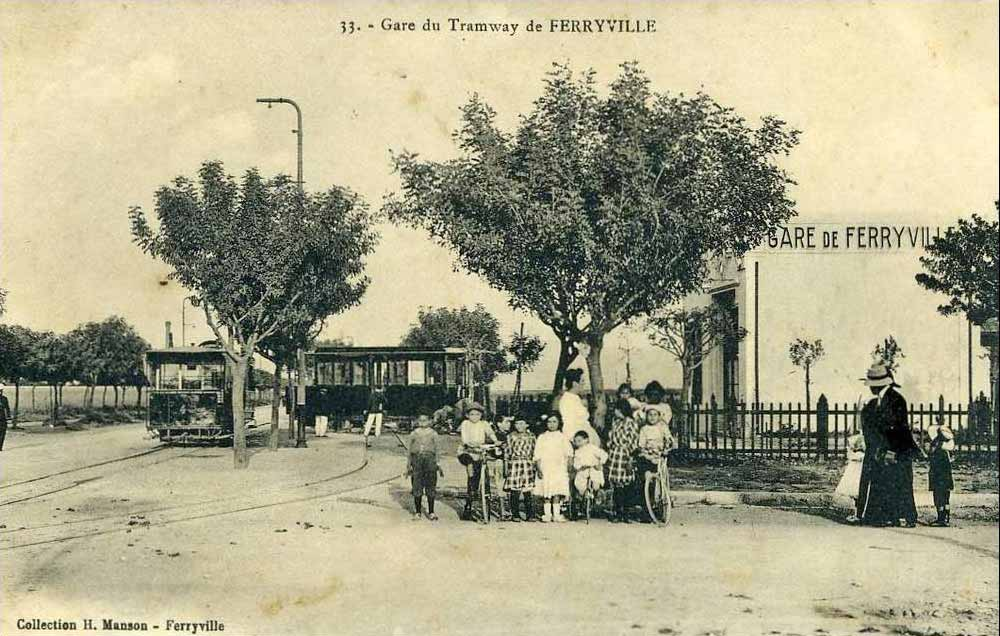
Gare de Ferryville.

En 1897, le gouvernement français prend la décision de construire un arsenal sur un site stratégique entre les lacs Ichkeul et de Bizerte. La Société immobilière nord-africaine étant propriétaire d'une grande partie des terres situées à proximité, elle commence à tracer les plans de la ville à laquelle le plus grand actionnaire de la société, Joseph Décoret, souhaite donner son nom.
Sa mort prématurée, avant même que la ville ne soit érigée en municipalité, permet au résident général d'imposer le nom de Ferryville en l'honneur du ministre français Jules Ferry, l'inspirateur du protectorat français de Tunisie.
Durant la Seconde Guerre mondiale, la cité est relativement épargnée, contrairement à la ville proche de Bizerte dont le quartier européen est détruit à 77 % par les bombardements américains de fin 1942-début 1943. Elle subit toutefois, d'août 1944 à mars 1945, une épidémie de peste venue du Maroc puis de l'Algérie et endiguée par les services médicaux de la marine française. Le bilan officiel de l'épidémie est de 37 hospitalisés dont dix décès, les cas se répartissant dans la population de la manière suivante : 25 Européens et 12 Tunisiens de souche. Les victimes occupent dans la société des situations très variées : 18 sont étrangers à la marine (huit décès) et huit travaillent à l'arsenal (deux décès) dont deux cadres de la marine.
En 1952, la ville est le théâtre d'affrontements marquant le soulèvement de la Tunisie pour son accession à l'indépendance. Ainsi, le 17 janvier, soit un jour avant l'arrestation de Habib Bourguiba et la tenue du congrès clandestin du Néo-Destour proclamant la lutte armée, des manifestations éclatent et sont durement réprimées : le bilan est de trois morts et d'une cinquantaine de blessés. Un odonyme local, « Avenue du 17-Janvier 1952 »,, rappelle cet événement.
Le nom de la ville, qui signifie « maison de Bourguiba » en arabe, lui est attribuée en 1956 par Bourguiba lui-même qui vient d'obtenir l'indépendance de la Tunisie et qui en devient, l'année suivante, le premier président de la République. En donnant ce nom à Ferryville, il souligne ainsi le retour de la souveraineté du pays.
L'arsenal de Sidi-Abdallah n'est toutefois évacué par la marine de guerre française que le 1er juillet 1962. De nos jours, l'arsenal est devenu un chantier naval pour la réparation et l'entretien de navires marchands. Il renferme également de petites industries manufacturières.

## Transport
La ville dispose d'une voie express relie la ville à la RN8 et à l'autoroute A4 reliant Bizerte à Tunis. De Bizerte, la ville est accessible à partir de la RN11 qui la place à mi-chemin entre Bizerte et Mateur. En outre, la ville est reliée au réseau de chemin de fer de la SNCFT.

## Politique
Menzel Bourguiba a été dirigée par douze maires depuis l'indépendance :
- 1958-1962 : Ahmed Ben Hémida
- 1962-1980 : Taïeb Tekaia
- 1980-1990 : Mohamed Dridi
- 1990-1995 : Kamel Dhaouadi
- 1995-2000 : Fethi Sâafi
- 2000-2005 : Fethi M'rabet
- 2005-2010 : Sadok Chalghoumi
- 2010-2011 : Jamel Eddine El Batti
- 2011 : Taïeb Nefzi
- 2013-2015 : Mohamed Arbi Mimouni
- 2015-2018 : Zied Harzallah
- 2018-2021 : Slaheddine Jebari[9]
- depuis 2021 : Salim Hraga[10]

## Jumelages
- Stuttgart (Allemagne) depuis le 1er mai 1971[11]
- La Seyne-sur-Mer (France) depuis 2008